# Woollim Entertainment
Woollim Entertainment (hangul: 울림엔터테인먼트) är ett sydkoreanskt skivbolag och en talangagentur bildad år 2003 av Lee Jung-yeop. Företaget sammanslogs 2013 med SM Entertainments dotterbolag SM C&C, men är sedan omstrukturering 2016 idag själva dotterbolag till SM C&C.

## Artister

### Nuvarande
|           |
| Baby Soul |

|          |
| Infinite |

|      |
| Jiae |

|     |
| Jin |

|     |
| JOO |

|         |
| Lovelyz |

|         |
| Sungkyu |

|         |
| Woohyun |

### Tidigare
|                       |
| Epik High (2003–2010) |

|                       |
| Kim Dong-ryool (2004) |

|                  |
| Nell (2006–2016) |

|                   |
| Tasty (2012–2015) |